# BITNET
BITNET（ビットネット）は、アメリカ合衆国を中心として大学間でかつて用いられていた広域コンピュータネットワークである。
1981年にニューヨーク市立大学のアイラ・フュークス(Ira Fuchs)とイェール大学のグレイドン・フリーマン(Greydon Freeman)により、両大学を結ぶネットワークとして始められた。
BITNETとは"Because It's Time Network"の略であったが、当初は"Because It's There Network"の略とされていた。

## インターネットとの比較
技術的な観点では、BITNETはポイント・トゥー・ポイントのストアアンドフォワードのネットワークであるという点でインターネットと異なる。電子メールやファイルは、目的地に届くまでそっくりそのままネットワーク内の次のノードへバケツリレー式に伝送された。その点では、BITNETはUUCPに似ている。

## 参加要件
ある大学がBITNETに参加するための要件は以下のようにシンプルなものだった。
- BITNETに存在するノードまでのデータ回線（電話線）を貸りること。
- 接続点に接続するためのモデムを購入すること。
- 費用配賦なしに他の機関が自サイトに接続することを許可すること。

## 技術詳細
BITNETのNJE（ネットワークジョブエントリ）ネットワークプロトコルは、RSCSという、VNETとして知られているIBM内部の巨大なネットワーク用プロトコルであった。BITNETは、当初9600ボーで動作した。やがて、BITNETのプロトコルは非IBMメインフレームのオペレーティングシステムに移植され、特にVAX/VMSでよく使われた。
BITNETでは、FTP・Gopher・World Wide Webが使われるようになる以前は電子メールとLISTSERV（メーリングリスト）がよく使われていた。メーリングリストのためのゲートウェイは、メーリングリストをUsenetで利用可能にした。BITNETも、他のユーザーのためにファイルとメッセージの双方向伝送をサポートした。TRICKLEと呼ばれるゲートウェイ・サービスで、ユーザーはインターネットのFTPサーバから、uuencodeでエンコードされ64キロバイトごとに分割された状態でファイルを取得することができた。Interchat Relay Network（一般にはBITNET Relayとして知られる）は、BITNETのインスタントメッセージング機能であった。BITNETの最初の電子雑誌"VM/COM"は、メイン大学のニュースレターとして始まり、1984年前半に広く普及した。1987年秋にBITNETで始まった2つのニュースレター、"the Electronic Air"と"SCUP Email News"（元"SCUP Bitnet News"）は、現在も発行されている。
非営利・教育用という使用方針により、援助やソフトウェアのバグ・フィックスに関して、IBM自体を含む商業的な団体との情報交換が制限された。

## 拡張
BITNETの最盛期である1991年ごろには、500組織3000ノードまで拡張されており、すべて教育機関であった。アメリカ合衆国だけでなくカナダ(NetNorth)・ヨーロッパ(EARN)・イスラエル(ISRAEARN)・インド(VIDYANET)・ペルシャ湾岸諸国(GulfNet)にまで広がっていた。世界のほかの地域でもBITNETは広く使われた。特に南アメリカでは、1980年代後期から1990年代初期にかけて約200のノードが接続され、使用頻度が高かった。東アジアでは、日本の東京理科大学、東京工業大学などが接続していた。1990年代初頭のTCP/IPとインターネットの急速な発展に伴い、学術目的でのIBMメインフレームは急速に廃棄され、BITNETの需要は急速に低下した。

## 遺産
1984年、BITNET上で公開されたMADと呼ばれるテキストベースのゲームは世界初の世界規模のMUDとなった。アメリカ・ヨーロッパ・イスラエルのプレイヤーがフランスにあったサーバに接続した。
1996年、CRENはBITNETのサポートを終了した。個々のノードはBITNETのための電話回線を維持したが、参加するノードが抜けてゆくに従い、ノード間の接続が失われネットワークは分裂して行った。2007年現在、BITNETは実質的に機能していない。しかし、インターネット上でBITNETのプロトコルを使用して情報をやり取りするBITNET IIがあり、数人のユーザがいる。